# 피콜로
피콜로(이탈리아어: piccolo ‘작은’[*])는 작은 플루트이다. 플루트의 정확히 한옥타브 위 소리가 나지만 기보는 플루트와 똑같이 한다. 길이는 플루트의 약 절반이고 구조는 대략 플루트와 같다.

## 오케스트라에서의 사용
피콜로는 오케스트라에서 빈번하게 사용된다. 베토벤이 그의 5번 교향곡에서 사용한 이후, 오케스트라에서 가장 많이 쓰이는 보조악기가 되었다. 피콜로는 전체 오케스트라의 음역을 확장시킨 악기이며 그 때문에 20세기 음악에서 특별히 대중적인 악기가 되었다. 보통 피콜로는 제 2플루트 주자가 중복하기도 하지만, 19세기 후반 이후로부터는 독립적인 피콜로 파트가 악보에서 플루트 위에 배치되기도 한다. 보통 오케스트라에서는 한 대의 피콜로만 사용하지만 5관 편성 이상일 때에는 두 대의 피콜로가 사용되기도 한다.

## 피콜로 소리

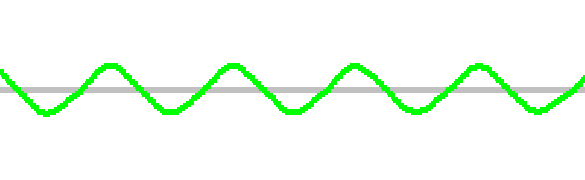
피콜로 소리의 파형 모습

피콜로 소리의 파형은 다른 악기들에 비해 단순하게 사인 함수 그래프의 모양이다. 음넓이는 라2음에서 다5음으로 플루트보다 1옥타브 높다. 이 악기는 높은 음역이 잘 울려 취주악에서는 중요한 악기이다. 기본은 플루트와 같은 음역으로 되지만 실음은 그보다 1옥타브 높다.